# MTV ao Vivo: CPM 22
MTV ao Vivo é o primeiro álbum ao vivo da banda brasileira CPM 22, lançado em 31 de julho de 2006 em CD e DVD. Foi gravado no Espaço das Américas, em São Paulo nos dias 10 e 11 de maio de 2006. Além do show, o DVD traz fotos, entrevistas e bastidores como extras. Foi indicado ao Grammy Latino de 2007 na categoria Melhor Álbum de Rock Brasileiro.

## Faixas
| N.º | Título                               | Duração |  |
| 1.  | "Regina Let's Go"                    | 2:51    |  |
| 2.  | "Desconfio"                          | 2:50    |  |
| 3.  | "O Mundo dá Voltas"                  | 2:49    |  |
| 4.  | "Dias Atrás"                         | 4:07    |  |
| 5.  | "Inevitável"                         | 2:31    |  |
| 6.  | "Irreversível"                       | 3:39    |  |
| 7.  | "Light Blue Night"                   | 1:59    |  |
| 8.  | "Anteontem"                          | 3:01    |  |
| 9.  | "Não Sei Viver sem Ter Você"         | 3:41    |  |
| 10. | "Além de Nós"                        | 3:17    |  |
| 11. | "Atordoado"                          | 2:27    |  |
| 12. | "Apostas e Certezas"                 | 2:26    |  |
| 13. | "Um Minuto para o Fim do Mundo"      | 3:11    |  |
| 14. | "Não Vá Embora"                      | 3:32    |  |
| 15. | "Pouco pra Mim"                      | 2:20    |  |
| 16. | "Peter / 60 Segundos / Garota da TV" | 3:51    |  |
| 17. | "Ontem"                              | 4:26    |  |
| 18. | "Cidade em Chamas"                   | 2:51    |  |
| 19. | "A Cura"                             | 2:51    |  |
| 20. | "Libertar"                           | 2:24    |  |
| 21. | "Tarde de Outubro"                   | 2:58    |  |

## Créditos
CPM 22
- Badauí: vocal
- Wally: guitarra e vocais
- Luciano Garcia: guitarra
- Fernando Sanches: baixo
- Japinha: bateria e vocais

Produção
- Rick Bonadio: produção, mixagem, produção executiva e direção geral/artística
- Paulo Anhaia: produção e pós-produção de áudio
- Rodrigo Castanho: produção e masterização
- Lampadinha: coordenação e engenheiro de áudio, pós-produção de áudio
- Helio Leite: coordenação geral
- Thiago Endrigo e Tiane Allan: assistentes de produção

Projeto Gráfico
- Otávio Souza: fotos
- MakeMedia: capa
- Ivan Spacek: direção de arte
- Anselmo Gomes: finalização

## Certificações
| País          | Certificação | Data | Certificado de vendas |
| ------------- | ------------ | ---- | --------------------- |
| Brasil - ABPD | Ouro         | 2006 | 50,000                |

## Prêmios e indicações
| Ano  | Organização   | Categoria                       | Resultado | Ref.  |
| ---- | ------------- | ------------------------------- | --------- | ----- |
| 2007 | Grammy Latino | Melhor Álbum de Rock Brasileiro | Indicado  | [ 2 ] |